# Ermida (La Baña)
Ermida (llamada oficialmente San Salvador da Ermida) es una parroquia y aldea española del municipio de La Baña, en la provincia de La Coruña, Galicia. 

## Otras denominaciones
La parroquia también es conocida por el nombre de Divino Salvador de Ermida.

## Entidades de población
Entidades de población que forman parte de la parroquia:
- Edreira (A Hedreira)
- Ermida (A Ermida)
- Gosende
- O Cruceiro
- O Cotro

## Demografía

### Parroquia
| Gráfica de evolución demográfica de Ermida (parroquia) entre 2000 y 2018 |
|                                                                          |
| Datos según el nomenclátor publicado por el INE.                         |

### Aldea
| Gráfica de evolución demográfica de Ermida (aldea) entre 2000 y 2018 |
|                                                                      |
| Datos según el nomenclátor publicado por el INE.                     |